# Marathon van Enschede 1979

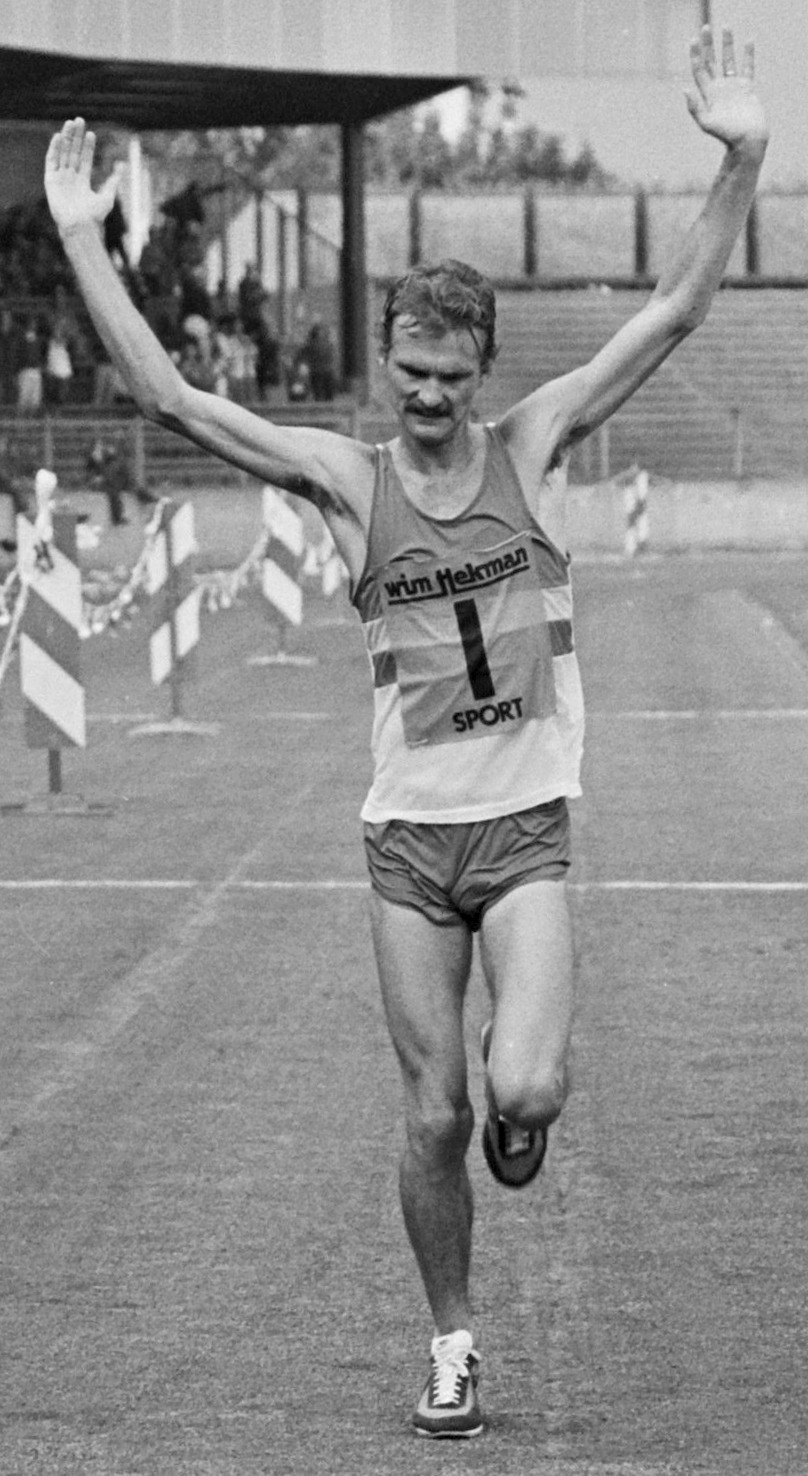
Kirk Pfeffer passeert als snelste de finish.

De marathon van Enschede 1979 werd gelopen op zaterdag 25 augustus 1979. Het was de zeventiende editie van deze marathon.
De Amerikaan Kirk Pfeffer kwam als eerste over de streep in 2:11.50. Marathonwedstrijden voor vrouwen bestonden er in die tijd nog niet.

## Uitslag
| rang   | naam                | land | tijd    |
| ------ | ------------------- | ---- | ------- |
| Goud   | Kirk Pfeffer        | USA  | 2:11.50 |
| Zilver | Yutaka Taketomi     | JPN  | 2:15.19 |
| Brons  | Colin Kirkham       | ENG  | 2:16.10 |
| 4      | John David Cain     | ENG  | 2:16.41 |
| 5      | Gerard Nijboer      | NED  | 2:16.48 |
| 6      | Hatsuo Okubo        | JPN  | 2:16.59 |
| 7      | Michael Hurd        | ENG  | 2:17.15 |
| 8      | Cor Vriend          | NED  | 2:18.43 |
| 9      | Joachim Wollek      | POL  | 2:19.06 |
| 10     | Richard Umberg      | SUI  | 2:19.36 |
| 11     | Henk Mentink        | NED  | 2:20.26 |
| 12     | Anthony Kearns      | IRL  | 2:20.38 |
| 13     | Georges Moissonnier | FRA  | 2:20.41 |
| 15     | Istvan Vincze       | HUN  | 2:21.47 |
| 16     | Bengt Larsson       | DEN  | 2:22.19 |
| 18     | Jean-Paul Legall    | FRA  | 2:23.24 |
| 22     | Robert Lunnon       | ENG  | 2:24.19 |
| 23     | Arne Mogensfeldt    | DEN  | 2:24.25 |
| 24     | Brendan O'shea      | IRL  | 2:25.07 |

1947 ·
1949 ·
1951 ·
1953 ·
1955 ·
1957 ·
1959 ·
1961 ·
1963 ·
1965 ·
1967 ·
1969 ·
1971 ·
1973 ·
1975 ·
1977 ·
1979 ·
1981 ·
1983 ·
1985 ·
1987 ·
1989 ·
1991 ·
1992 ·
1993 ·
1994 ·
1995 ·
1996 ·
1997 ·
1998 ·
1999 ·
2000 ·
2001 ·
2002 ·
2003 ·
2004 ·
2005 ·
2006 ·
2007 ·
2008 ·
2009 ·
2010 ·
2011 ·
2012 ·
2013 ·
2014 ·
2015 ·
2016 ·
2017 ·
2018 ·
2019 ·
2020 · 2021 ·
2022 ·
2023 ·
2024 ·
2025